# Fritz-Walter-Stiftung
Die Fritz-Walter-Stiftung ist eine rechtsfähige Stiftung des bürgerlichen Rechts zur Förderung herausragender sportlicher und sozialer Initiativen, insbesondere von gemeinnützigen Organisationen, die im Sport tätig sind. Sie wurde nach dem Fußballer Fritz Walter benannt.

## Gründung
Die Stiftung wurde am 2. Juni 1999 vom Land Rheinland-Pfalz, dem Deutschen Fußball-Bund, dem Sportförderverein des Deutschen Fußball-Bunds, dem 1. FC Kaiserslautern und Fritz Walter mit einem Kapital von einer Million Deutsche Mark in Mainz gegründet. Dem Kuratorium müssen sechs Personen des öffentlichen Lebens und sechs Personen des Sports angehören. Alexander Schweitzer, Ministerpräsident von Rheinland-Pfalz, ist Vorstandsvorsitzender, der frühere Vorstandsvorsitzende des 1. FC Kaiserslautern, Stefan Kuntz, sein Stellvertreter. Sitz der Stiftung ist Kaiserslautern.

## Ziele
Die Förderung soll insbesondere den Jugendbereich betreffen und wichtige Impulse für den Sport liefern, die soziale Integration von Jugendlichen fördern, Forschungsvorhaben im Sinne des Stiftungszweckes ermöglichen sowie zum Erhalt von Stipendien befähigen.